# Азе (Горњи Пиринеји)
Азе (фр. Azet) насеље је и општина у јужној Француској у региону Миди Пирене, у департману Горњи Пиринеји која припада префектури Бањер де Бигор.
По подацима из 2011. године у општини је живело 158 становника, а густина насељености је износила 5,93 становника/km². Општина се простире на површини од 26,63 km². Налази се на средњој надморској висини од 1172 метара (максималној 3.020 m, а минималној 1.055 m).

## Демографија
| 1962. | 1968. | 1975. | 1982. | 1990. | 1999. | 2011. |
| ----- | ----- | ----- | ----- | ----- | ----- | ----- |
| 163   | 174   | 163   | 146   | 135   | 146   | 158   |

График промене броја становника у току последњих година